# فریدون حسن‌پور
فریدون حسن‌پور (زاده ۶ مهر ۱۳۴۰ - کلاچای) کارگردان و فیلم‌نامه‌نویس ایرانی است.او دانش‌آموخته کارگردانی تئاتر از دانشگاه تهران است، فعالیت‌های حرفه‌ای خود در سینما را از سال ۱۳۶۵ با دستیاری کارگردان در کنار مسعود جعفری جوزانی با فیلم «شیر سنگی» آغاز کرد، دو سال بعد این همکاری در «مسیر تند باد» بار دیگر تکرار شد و تا سال ۱۳۷۲ در ۵ اثر سینمایی دیگر به دستیاری و تجربه اندوزی پرداخت. «پیشانی سفید،۱۳۷۱» عنوان نخستین تجربه نویسندگی حسن‌پور است و این فیلم‌نامه توسط اکبر منصور فلاح کارگردانی شد و به اکران رسید تا سال ۱۳۷۴  خود بر صندلی کارگردانی نشست تا فیلمی با عنوان «تعطیلات تابستانی» را با فیلم‌نامه‌ای مشترک به قلم خودش و حمید جبلی را به تصویر بکشید. حسن‌پور با فیلم سینمایی «وقتی همه خواب بودند،۱۳۸۴» با بازی گلاب آدینه و محمدرضا فروتن به شهرت رسید، او در کارنامه خود ساخت ۹ عنوان سینمایی را به ثبت رسانده است. علاوه بر فعالیت‌های سینمایی خود در مدیوم تلویزیون نیز فعالیت داشته و با ساخت چندین سریال  کارگردانی پر مخاطب مبدل شده‌است.

## کارگردان

### سینمایی[۸]
- ناردون (۱۳۹۴)
- من و زیبا (۱۳۹۰)
- پای پیاده (۱۳۸۷)
- نشانی (۱۳۸۶)
- در مه بخوان (۱۳۸۵)
- وقتی همه خواب بودند (۱۳۸۴)
- دارا و ندار (۱۳۷۸)
- تعطیلات تابستانی (۱۳۷۴)

### تلویزیونی[۹]
- کوبار (۱۳۹۶)
- گذر از رنج ها (۱۳۹۳)[۱۰]
- از یاد رفته (۱۳۹۰)
- مزرعه آفتابگردان (۱۳۸۲)
- باران عشق (۱۳۸۰)
- خانه پدری (۱۳۷۹)
- گنج (۱۳۷۸)
- پسران عاقل (۱۳۷۶)
- دوستان خوب (۱۳۷۳)

## نویسنده
- پای پیاده (۱۳۸۷)
- نشانی (۱۳۸۶)
- در مه بخوان (۱۳۸۵)
- وقتی همه خواب بودند (۱۳۸۴)
- مزرعه آفتابگردان (۱۳۸۲)
- دارا و ندار (۱۳۷۸)
- تعطیلات تابستانی (۱۳۷۴)
- پیشانی‌سفید (۱۳۷۱)
- سوجان (۱۴۰۳)